# Hey Girl (песня Билли Каррингтона)
«Hey Girl» — песня американского кантри-певца и автора-исполнителя Билли Каррингтона, вышедшая 18 марта 2013 года на лейбле Mercury Nashville в качестве первого сингла из его пятого студийного альбома We Are Tonight (2013). Песню написали Ретт Экинсон, Крис ДеСтефано и Эшли Горли, а продюсером выступил Данн Хафф.
Песня стала для Каррингтона его седьмым хитом номер один в американском кантри-чарте Billboard Country Airplay и лучшей песней по итогам всего 2013 года в радиоэфирном кантри-чарте. Она также заняла пятое и 39-е места в чартах Hot Country Songs и Billboard Hot 100 соответственно. Песня получила платиновый сертификат Американской ассоциации звукозаписывающей индустрии (RIAA), по состоянию на февраль 2014 года в США было продано 836 000 копий. Аналогичного успеха песня добилась и в Канаде, заняв 18-е место в чарте Canada Country и 58-е место в чарте Canadian Hot 100, получив в итоге золотой сертификат Music Canada.

## Отзывы
Песня получила положительные отзывы критиков. Билли Дьюкс из Taste of Country оценил песню в три с половиной звезды из пяти, написав, что «[слои] электрогитар и длинное (по меркам кантри-радио) соло перед бриджем добавляют ненужные отвлекающие моменты, но в конечном итоге удовлетворительная подача Каррингтона возвращает восхитительный грув». Мэтт Бьорк из Roughstock также дал песне три с половиной звезды из пяти. Он сказал, что «хотя мелодически „Hey Girl“ полностью напоминает мне те замечательные поп-песни середины и конца 1980-х годов, наполненные хуками, в ней все же присутствует сильный вокал, а скрипка и стальные гитары слышны чаще, чем можно было бы ожидать». Бен Фостер из Country Universe поставил песне оценку C, написав, что в ней «есть несколько заразительных гитарных партий, но этого недостаточно, чтобы вывести песню за рамки того, чем она является — обычным радио-наполнителем на десятку с полным отсутствием лирического хука».

## Коммерческий успех
Песня «Hey Girl» дебютировала на 57-м месте в американском кантри-чарте Billboard Country Airplay за неделю 23 марта 2013 года. Она также дебютировала на 47-й позиции в чарте Billboard Hot Country Songs за неделю 11 мая 2013 года. Он также дебютировал под номером 75 в основном всежанровом чарте Billboard Hot 100 за неделю 18 мая 2013 года и дебютировал на 87-м месте в канадском чарте Hot 100 за неделю 5 октября 2013 года. В чарте Country Airplay от 19 октября 2013 года песня «Hey Girl» стала седьмым кантри-хитом номер один для Керрингтона. Песня получила золотой сертификат Американская ассоциация звукозаписывающих компаний (RIAA) 11 сентября 2013 года, став шестым синглом Каррингтона, получившим такой сертификат. По состоянию на февраль 2014 года сингл был продан в США тиражом 836 000 копий.

## Чарты
| Чарт (2013)                         | Высшая позиция |
| ----------------------------------- | -------------- |
| Канада (Billboard Canadian Hot 100) | 58             |
| Канада (Billboard Country)          | 18             |
| США (Billboard Hot 100)             | 39             |
| США (Billboard Country Airplay)     | 1              |
| США (Billboard Hot Country Songs)   | 5              |

| Чарт (2013)                       | Позиция |
| --------------------------------- | ------- |
| США Country Airplay (Billboard)   | 1       |
| США Hot Country Songs (Billboard) | 19      |

## Сертификации
| Регион                                                       | Сертификация | Продажи |
| ------------------------------------------------------------ | ------------ | ------- |
| Канада (Music Canada)                                        | Золотой      | 40 000* |
| США (RIAA)                                                   | Платиновый   | 836,000 |
| * Данные о продажах приведены только на основе сертификации. |              |         |